# ハイ・ストリート・ケンジントン駅
ハイ・ストリート・ケンジントン駅（ハイ・ストリート・ケンジントンえき、英語: High Street Kensington station）は、イギリスのロンドン都心部にあり、ケンジントン・ハイ・ストリートに面するロンドン地下鉄の駅である。
この駅は南から来たサークル線と西から来たディストリクト線エッジウェア・ロード支線が合流する駅である。トラベルカード・ゾーン1に属する。

## 駅施設概要
駅は東西に走るケンジントン・ハイ・ストリートに直角に交差する形で南北に伸びている。ホームは地平レベルより掘り下げられているが天井のない掘割に設置された掘割駅で、駅舎は道路に面する掘割の上の部分に蓋をする形で建設されている。
駅舎はマークス&スペンサーの支店やプレタ・マンジェの店舗と一体となった建物になっている。
ホームは4番線まである。1番線（東端）にはサークル線反時計回りとディストリクト線西行きの列車が、2番線にはサークル線時計回りとディストリクト線東行きが発着する。3・4番線は北側の端が行き止まりになっており、ディストリクト線のケンジントン（オリンピア）駅とハイ・ストリート・ケンジントン駅の間を往復するオリンピア系統のシャトル列車に使用される。普段は3番線のみが使用され、4番線は初電と終電にのみ使用される。
なお、駅のすぐ南にサークル線とディストリクト線の分岐するジャンクションがある。

## 運行概要
昼間時の運行パターンは以下の通り。本数は1時間あたりの列車数。
- ディストリクト線東行き・サークル線時計回り
  - 12本 パディントン駅経由エッジウェア・ロード駅行き（内6本ディストリクト線、6本サークル線）

- ディストリクト線西行き
  - 6本 アールズ・コート駅経由ウィンブルドン駅行き
  - 3本 アールズ・コート駅経由ケンジントン（オリンピア）駅行き（週末と特別なイベントのみ運行）

- サークル線反時計回り
  - 6本 サークル線のヴィクトリア駅、エンバンクメント駅経由ハマースミス駅行き

## バス路線
ロンドンバスの9、10、27、28、49、52、70、328、452、C1系統と、ナイトバスのN9、N28、N31系統が当駅を経由する。ナショナル・エクスプレス・コーチズの701/702が当駅を経由する。

## 隣の駅
ロンドン交通局
ロンドン地下鉄
■サークル線
グロスター・ロード駅 - ハイ・ストリート・ケンジントン駅 - ノッティング・ヒル・ゲート駅
■ディストリクト線
エッジウェア・ロード支線
アールズ・コート駅（ウィンブルドン駅方面） - ハイ・ストリート・ケンジントン駅 - ノッティング・ヒル・ゲート駅
アールズ・コート駅（イーリング・ブロードウェイ駅、ケンジントン・オリンピア駅方面） - ハイ・ストリート・ケンジントン駅（終点）

## ギャラリー

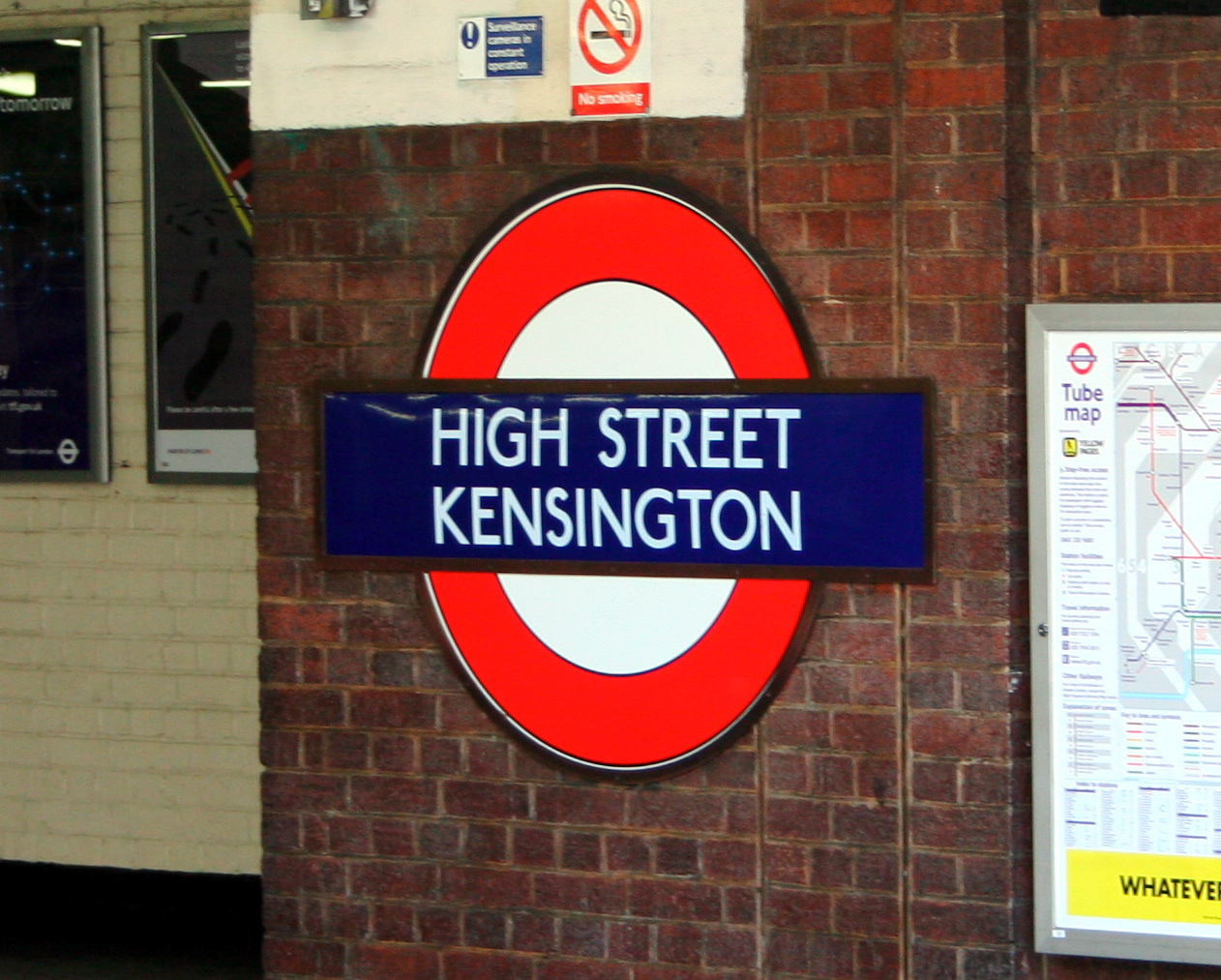
ハイ・ストリート・ケンジントン駅の駅名版
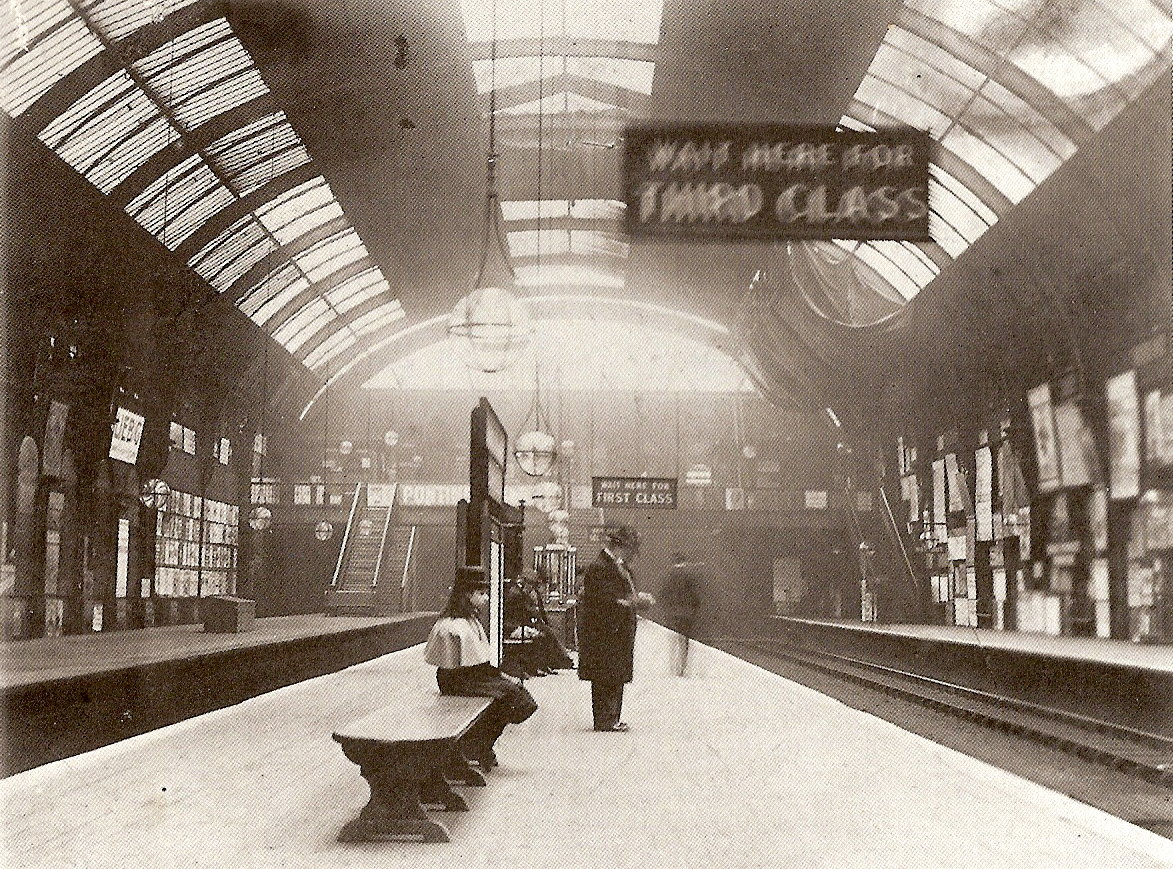
1892年のハイ・ストリート・ケンジントン駅
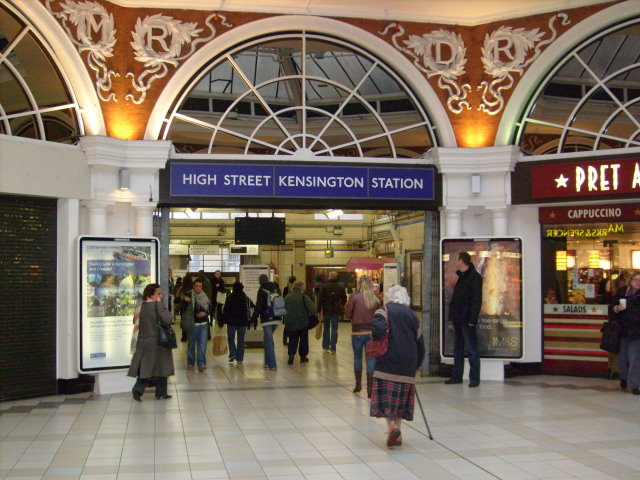
駅の中へショッピング (2008年)